# 齊藤来未子
齊藤 来未子（さいとう くみこ、1987年12月17日 - ）は、日本の女優。神奈川県出身。

## 人物
- 注射が嫌いなので自分の血液型を知らない。
- 以前は劇団アルターエゴに所属していたが、現在はフリー。
- 高校を卒業してから、大学に進学（本人のブログより）。
- 好きな食べ物はアイス、マンゴー。

## 主な出演作品

### TV
- 火曜サスペンス劇場
  - 「屋形船の女2」
  - 「屋形船の女3」

### 舞台
- 赤毛のアン
- オーバー·ザ·ピンクレインボー - ピンクレインドロップス 役
- ダンス公演 WE ARE ALL STARS MAKOTO GEKIDAN 再演
- ROCK MUSICAL BLEACH - 雛森桃 役
  - ROCK MUSICAL BLEACH 再炎
  - ROCK MUSICAL BLEACH The Dark of The Bleeding Moon
  - ROCK MUSICAL BLEACH the LIVE 卍解SHOW code:001
  - ROCK MUSICAL BLEACH No Clouds in the Blue Heavens
  - ROCK MUSICAL BLEACH the All
  - ROCK MUSICAL BLEACH the LIVE 卍解SHOW code:002
  - ROCK MUSICAL BLEACH the LIVE 卍解SHOW code:003
- 山下幼稚宴 ミュージカルコメディ『BloodTYPE』 - さいとう 役
- 心霊探偵八雲 祈りの柩 - 宇都木久美　役